# Gajde
Gajde (turski: gayda; arap. qāida), piva ili mih (tradicionalno skr. od mješina) su narodni drveni puhački instrumenti; troglasno solističko glazbalo. Poglavito pastirsko glazbalo, ponekad prati ples; u Škotskoj u sastavu vojne glazbe. U Hrvatskoj su raširene na sjeverozapadu te u istočnoj Hrvatskoj (Posavini, Slavoniji i Baranji). Gajde su vrlo staro glazbalo i najstariji primjerak hrvatskih gajdi čuva se u Etnografskom muzeju u Zagrebu, nađene su u Aljmošu, a potječu iz 1751. godine.
Gajde su instrument koji je proizvod samoniklih majstora, nestandardiziranog izvornog glazbenog iskustva. Gajde se povezuju s narodnom glazbom i sviraju se na događajima poput vjenčanja i festivala, te stoljećima ujedinjuju zajednice u društvenim aktivnostima. Kao simbol kulturnog identiteta, ključni je dio mnogih drugih tradicija i običaja, što jača osjećaj pripadnosti, a istovremeno jača društvene veze, solidarnost i suradnju. Zbog toga su tradicionalno znanje, vještina izrade i sviranja gajdi upisani na popis nematerijalne svjetske baštine u Europi, ali i Aziji, kao nematerijalna svjetska baština Makedonije i Turske, 2024. godine.

## Građa gajdi
Sastoje se od kožnate mješine u koju su utaknuti rog, dulac, prebiraljka i trubanj. Kroz dulac svirač puše, prebiraljkom izvodi melodiju, a trubanj proizvodi samo jedan neprekidan ton.
Postoje i drugi nazivi za dijelove instrumenta: sviraju se upuhivanjem zraka u jareću ili janjeću mješinu, pri čemu zrak izlazi kroz tri piska, jedan u bordunu (prdaljci) i dva u gajdunici (svirale, dvojnice, diplice, karabljice). Raspored rupica na prebiraljci je 5+1, tj. 5 na lijevoj i 1 na desnoj strani.
Desna se strana naziva kličnjak (zatvorena u unutrašnjosti), a lijeva rožnjak, jer određuje zvuk u rogu. S mješinom, gajdunica je povezana naškom - valjkastim i šupljim drvetom.
Grade se od plemenitog drveta (javora, jasena, klena, trešnje, šljive ili oraha), koje se suši dvije godine na zraku, a potom na dimu.
U Makedoniji i Turskoj za izradu gajde koristi se šimšir, a mješina je izrađena od kozje ili ovčje kože koja se nekoliko dana namače u mješavini vode, kukuruznog brašna, jogurta i soli. Zatim se napuhne i objesi da se suši. Nakon što se osuši, dijelovi gajdi se pričvršćuju.
Najvažniji dio gajdi su piskovi i o njima ovisi kako će gajde zvučati i po njima su svake gajde jedinstvene i unikatne. Naštimavanje piska je posebno umijeće za koje je često potrebno znanje i iskustvo jer su piskovi osjetljivi na promjene temperature, vlage pa čak i tlaka.
Za razliku od arhaičnih glazbala s mješinom (mihova, dipli) gajde imaju temperiranu melodijsku ljestvicu. Gajde se, u današnje vrijeme, najčešće izrađuju u E tonalitetu (iznimno u D ili F tonalitetu). Tonovi koji mogu biti izvedeni na gajdama E tonaliteta su: duboki ležeći ton E (trubanj), osnovni ton E i kvarta H (desna, prateća strana prebiraljke), te tonovi E, Fis, Gis, A, H i Cis (lijeva, melodijska strana prebiraljke).

## Gajde i gajdaši u Hrvatskoj
Gajde su nekada bile uobičajen instrument širom Europe. Danas se, nažalost, sreću sve rjeđe. U Hrvata i ostalih južnih Slavena, gajde se sviraju i danas mahom u selima. 
Naše Hrvatske gajde nastale su razvojem od primitivnijih oblika glazbala s mješinom i dvostrukom sviralom kao što su mihovi i diple. Jedan od zadnjih stadija u tradicijskom razvoju naših hrvatskih gajdi je dodavanje laktače. Nisu sve gajde iste i u nekim područjima postoje razlike u izradi nekih dijelova, a prema tome i u tehnici sviranja. Gajde u Hrvatskoj možemo podijeliti na Slavonske i Baranjske, iako im je jedina razlika je u izradi roga.
Gajde su prije 20. stoljeća na cijelom panonskom prostoru igrale istaknutu ulogu u glazbenom životu seoskih, ali i gradskih sredina. Svirka na gajdama je najčešće razigrana i vesela, a uz gajde se često i pjevalo. Nekada se nisu mogli zamisliti svatovi ili bilo kakvo drugo veselje bez gajdaša. Kao i sva ostala tradicijska glazbala i gajde se mogu svirati na više načina. Nema univerzalne tehnike sviranja, nego spretnost i tehnička sposobnost pojedinca i da svaki svirač izgrađuje svoju tehniku. Iako gajde imaju samo šest tonova, spretniji gajdaši su mogli odsvirati i više tonova. Dinamiku svirke gajdaš ne može mnogo mijenjati pojačavanjem tlaka na mješinu. Ljepota sviranja gajdi je u unikatnosti izgleda i zvuka svakih gajdi posebno. Gajdaš je svojom svirkom pratio narodne običaje i događanja: križari, kraljice (ljelje), paljenje krijesa za Ivanje, poklade, branje grožđa, i dr.
Od početka društvenih modernizacijskih procesa 19. stoljeća uloga gajdi naglo gubi na važnosti i ovisno o razlici u društvenim utjecajima pojedinih regija do 1950-ih godina skoro svugdje nestaju iz svagdašnje prakse veselja i zabava. 
Dva poznata svirača-graditelja bila su Joza Bičanić iz Đakovačkih Selaca i Marko Drventić iz Gajića-Baranje. Poznati gajdaši bili su također Adam Vuksanović iz Semeljaca i Nikola Kuzmanović iz Đakovačkih Hrkanovaca. Danas gajde izrađuju Đuro Adamović iz Pule, Stjepan Večković iz Zagreba, Slobodan Hadjikan iz Brezovice i Andor Vegh iz Pečuha.
Srodan instrument gajdama su dude (četveroglasne 3+1 i peteroglasne 4+1) koje su se svirale od Bilogore do Hrvatskog zagorja.

## Poveznice
- ostala hrvatska tradicijska glazbala: Dude (četveroglasne, peteroglasne), mihovi, diplica, diple, gunge, dvojnice, strančica, jedinka, trojka, četvorka, sluškinja, šurle, sopile, banijske svirale, ljerica, tambura samica, lončani bas, gusle.

## Vanjske poveznice
|  | Zajednički poslužitelj ima još gradiva o temi Gajde |

- Slavonske gajde i dude  Arhivirana inačica izvorne stranice od 21. srpnja 2007. (Wayback Machine)